# Japodi

Území Japodů v cca 5. století před naším letopočtem

Japodi (řecky Ιάποδες) byl starověký národ, který obýval území severně a vnitrozemí od Liburnů, u pobřeží Jaderského moře a východně od Istrijského poloostrova. Obsadili vnitřek území vymezené řekami  Colapis (Kupou) a Oeneus (Unou) a pohořím Velebit pohoří (Mons Baebius), který je odděloval od pobřežních Liburnů. Jejich území pokrývalo centrální vnitrozemí moderního Chorvatska a údolí řeky Una v dnešní Bosně a Hercegovině. Archeologická dokumentace potvrzuje jejich přítomnost v těchto zemích přinejmenším od 9. století před naším letopočtem a na svých územích přetrvávali déle než tisíciletí. Starověká písemná dokumentace o vnitrozemských Japodech je vzácnější než o přilehlých pobřežních národech (Liburni, Dalmati a další), které měly častější námořní kontakty se starověkými Řeky a Římany. 
Japodi zažili svůj největší rozvoj a maximální územní expanzi od 8. do 4. století před naším letopočtem. Usadili se převážně ve vnitrozemských horských údolích mezi Pannonií a pobřežním Jaderským mořem, ale na rozdíl od jižních Liburnů pravidelně dosáhli také severního pobřeží Jaderského moře ve Vindolském údolí (klasické Valdevinum). 
Tito Japodi byli smíšeným národem Keltů a panonských Ilyrů se silným Venetovským prvkem. Později byli zcela keltizováni. 

## Původ a příbuznost
Přesný původ raných Japodů je nejistý; z archeologické dokumentace vyplývá smíšená příbuznost k časným Pannonům a Ilyrům. První písemná zmínka o kmeni Ilyrů je od řeckých spisovatelů ze 6. století před naším letopočtem. Předběžně je popsal  Strabón jako smíšenou rasu Keltů a Ilyrů, kteří používali keltské zbraně, tetovali se a živili se špaldou a prosem; nicméně Strabónův návrh smíšené keltské-Ilyrské kultury Japodů není potvrzena archeologií. Japodové existovali přinejmenším od 9. století před naším letopočtem a keltský vliv dosáhl do oblasti ve 4. století před n. l., když už Japodové byli na ústupu. Archeologické důkazy typické keltské kultury jsou dokumentovány pouze v okrajové kontaktní zóně Japodů a keltských Taurisků v údolí řeky Kupy (současná  slovinsko-chorvatská hranice). Jinde, a to zejména v hlavní oblasti Japodů v pohoří  Lika  v Chorvatsku, jsou jednoznačné keltské artefakty vzácné a vysvětlitelné pouze obchodní směnou. 

## Římské dobytí
Římané říkali o Japodech, že jsou válečná rasa závislá na rabovacích výpravách, ale jiné archeologické výzkumy potvrzují, že jejich hlavní ekonomickou činností byla těžba a metalurgie. Přilákali pragmatické Římany, aby dobyli svou zemi, jejíž říční údolí bylo také přirozenou cestou pro strategickou komunikaci mezi Jadranem a Panonií. Vyvolané konflikty začaly od roku 171 př. n. l., když konzul C. Cassius Longinus nejprve napadl Japody. V roce 129 př. n. l. D. Iunius Brutus oslavoval nad nimi triumf, poté v letech 78–76 př. n. l. byli také napadeni Gaiusem Cosconiem. Měli s Římem foederati od 56 př. n. l. a platil tributum, ale následně se od 52–47 př. n. l. bouřili. V roce 34 př. n. l. byli nakonec dobyti Octaviem Augustem. Později si zachovali částečnou autonomii s domácími praepositus Iapodum. 

## Náboženství
Původní náboženství Japodů je stěží známo, a zdá se, že je to podobné jako u dalších východních Ilyrů. Znali dvojici božských vodních božstev Vidassus (římský Sylvanus) a Thana (jako římská Diana), jejíž skalnaté reliéfy přetrvávají dodnes na některých pramenech v jejich okolí. Uctívali svatého koně jako svůj kmenový totem a také svaté hady jako symbol svých předků. Rané hroby měly obvykle v jeskyních a později v římských dobách často v dřevnatých sarkofágech a také spalováni v keramických urnách. 